# Herminia Martínez
Herminia Martínez, conocida en el mundo artístico como La Gata (Tenerife, 12 de agosto de 1949 - Caracas, 25 de abril de 2013) fue una actriz, cantante y bailarina hispanovenezolana. Destacó por sus papeles de antagonista en telenovelas venezolanas.

## Biografía
Aunque nació en Tenerife, su familia emigró a Venezuela siendo ella muy joven. Desde pequeña estudió ballet clásico, baile español, piano y canto. Empezó a trabajar en la televisión en el ya desaparecido canal 5 donde, junto con Mari Pili, imitaban a las hermanas españolas Pili y Mili. Se inició en el teatro cuando tenía 18 años y fue allí cuando tomó más en serio su carrera como actriz.
En ballet, participó en el montaje de Las Sílfides, El Vals de las Flores en el ballet El Cascanueces, Raimonda, El lago de los cisnes. 
Como cantante y bailarina participó en varias ocasiones en el certamen Miss Venezuela y en el espacio De Fiesta con Venevisión, producido por Joaquín Riviera. También tuvo su propio espectáculo televisivo, Show de la Gata, donde cantaba y bailaba acompañada por otros bailarines e invitaba artistas del espectáculo. Este programa tuvo cierto éxito en Venezuela y fue llevado de gira internacional.
Martínez sufrió de un cáncer de esófago que la obligó a alejarse del mundo artístico en 2012. Falleció a consecuencia de esa enfermedad.

## Filmografía

### Televisión

#### Telenovelas
- 1973: La Loba - Alejandra Heller
- 1976: La Zulianita - Sabina
- 1977: Rafaela Rosalba Martínez
- 1978: María del Mar - Miriam/ María del Coral
- 1978-1979: Tres mujeres - Iraida
- 1980: Buenos días, Isabel - Ligia
- 1981: Luisana mía - Victoria Andrade
- 1982: La goajirita - Jennifer Quintana
- 1982: La señorita Perdomo - Isabel Padilla
- 1986: El sol sale para todos - Ana Cristina Arizmendi
- 1987: Y la luna también - Cherry Azcárate
- 1990: Pobre diabla - Emilce
- 1991: Blue Jeans
- 1992: Las dos Dianas - La Danta
- 1992: Piel - Carlota Guayabal
- 1995: Morelia - Antonia Iturbide Pimentel Vda. de Campos Miranda
- 1996: La Inolvidable - Mercedes Montero
- 1997: Todo por tu amor - Ángela Zavala Vda. de Villagrande
- 1998: Enséñame a querer - Sebastiana
- 1999: Mujer secreta - Carlota Zanetti Vda. de Landaeta
- 2000: Mariú - Ana Mercedes
- 2001: Más que amor, frenesí - Perpetua Fajardo
- 2006: Voltea pa' que te enamores - Ana Cecilia López
- 2011-2012: Natalia del Mar - Sofía de Moncada

### Cine
- Los hijos de Fierro (1972)
- El regreso de Sabina (1980)
- Juegos bajo la luna